# Лиманский сельсовет
Лима́нский сельсове́т — упразднённое сельское поселение в составе Ипатовского района Ставропольского края Российской Федерации.
Административный центр — село Лиман.

## География
Находился в западной части Ипатовского района, в 7 км от районного центра и в 135 км к северо-востоку от краевого центра. Территория сельсовета граничила на северо-востоке с Апанасенковским районом, на западе — с Винодельненским сельсоветом, на юге — с Туркменским районом, на юго-востоке с Мало-Барханчакским сельсоветом. Общая площадь территории муниципального образования составляла 217,7 км².

## История
С 1 мая 2017 года все муниципальные образования Ипатовского муниципального района, в том числе Лиманский сельсовет, были преобразованы, путём их объединения, в Ипатовский городской округ.

## Население
| 1989  | 2002  | 2010  | 2011  | 2012  | 2013  |
| ----- | ----- | ----- | ----- | ----- | ----- |
| 2477  | ↗2665 | ↘2651 | ↘2643 | ↘2606 | ↘2555 |
| 2014  | 2015  | 2016  | 2017  |       |       |
| ↘2500 | ↘2471 | ↘2465 | ↗2470 |       |       |

### Национальный состав
По итогам переписи населения 2010 года на территории поселения проживали следующие национальности:
| Национальность | Численность | Процент |
| -------------- | ----------- | ------- |
| Русские        | 1674        | 63,1 %  |
| Туркмены       | 810         | 30,6 %  |
| Чеченцы        | 31          | 1,2 %   |
| Другие         | 136         | 5,1 %   |
| Итого          | 2651        | 100,0 % |

## Состав поселения
До упразднения Лиманского сельсовета в состав его территории входили 4 населённых пункта:
| № | Населённый пункт | Тип населённого пункта       | Население | Примечание |
| - | ---------------- | ---------------------------- | --------- | ---------- |
| 1 | Лиман            | село, административный центр | ↘1312     | русские    |
| 2 | Весёлый          | хутор                        | ↗132      | русские    |
| 3 | Мелиорация       | хутор                        | ↘215      | русские    |
| 4 | Юсуп-Кулакский   | аул                          | ↘748      | туркмены   |

## Местное самоуправление
- Совет депутатов сельского поселения Лиманский сельсовет (состоял из 7 депутатов, избираемых на муниципальных выборах по одномандатным избирательным округам сроком на 5 лет)[20].
- Администрация сельского поселения Лиманский сельсовет[20]

Главы администрации
- С 2011 года — Дьяголев Владимир Павлович, глава сельского поселения[6]

## Инфраструктура
- Социально-культурное объединение
- Сбербанк, Доп.офис № 1856/010
- Спортзал
- Мельница постройки 1910 года

## Образование
- Детский сад № 10 «Ивушка»
- Средняя общеобразовательная школа № 15
- Средняя полная общеобразовательная школа № 19